# Trasa Armii Krajowej w Warszawie

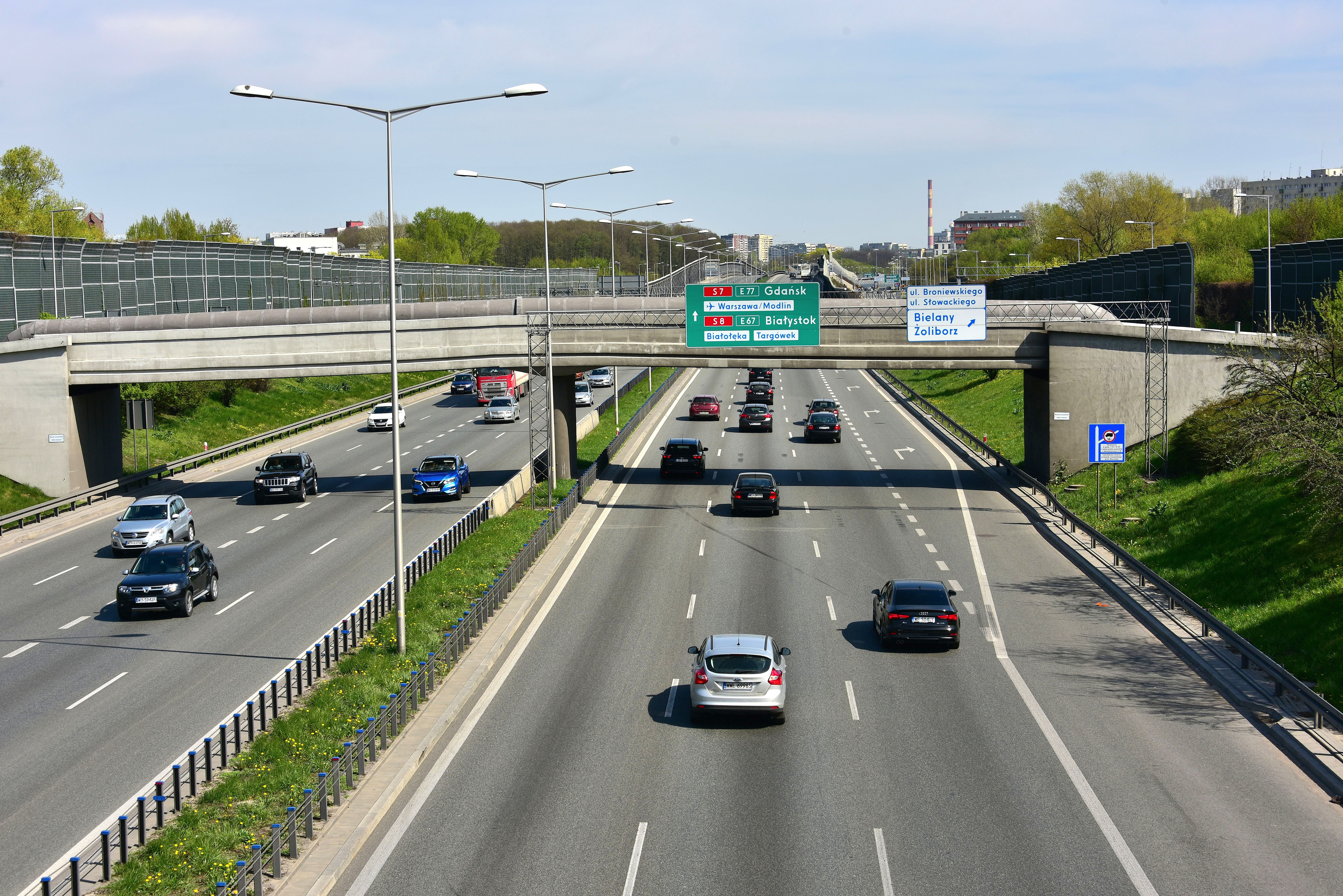
Trasa Armii Krajowej, widok z wiaduktu w ciągu ul. Powązkowskiej/Maczka

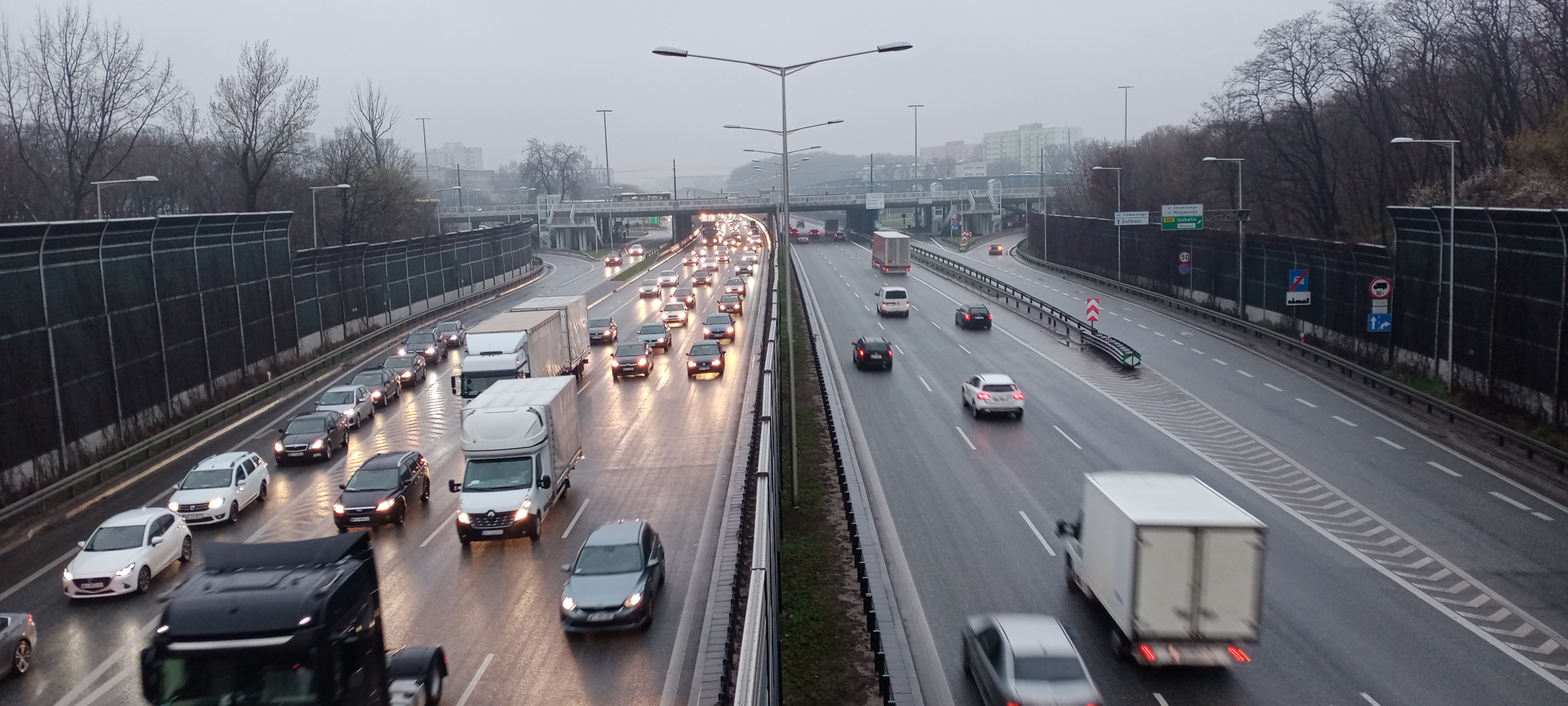
Węzeł Słowackiego/Marymoncka

Trasa Armii Krajowej, nazywana także Aleją Armii Krajowej – trasa szybkiego ruchu łącząca północne dzielnice lewobrzeżnej Warszawy, stanowiąca fragment ekspresowej obwodnicy Warszawy, drogi ekspresowej S8 oraz drogi ekspresowej S7. Jej przedłużeniem po prawobrzeżnej stronie Warszawy jest Trasa Toruńska.

## Historia
Trasę zaczęto budować w latach 80. XX w., likwidując dawne ulice. Wraz z budową arterii przedłużono ulicę Adama Mickiewicza do ulicy Rudzkiej. Odcinek od ulicy Wybrzeże Gdyńskie (Wisłostrada) do ulicy Słowackiego oddano w 1986 roku, natomiast odcinek do ul. Broniewskiego w 1995 roku. W 2001 roku trasa została przedłużona do alei Prymasa Tysiąclecia.
W latach 2008–2011 połączenie Trasy AK z al. Prymasa Tysiąclecia zostało przebudowane w węzeł. W 2011 roku oddano do ruchu al. Obrońców Grodna stanowiącą przedłużenie Trasy AK w kierunku zachodnim, w stronę węzła z autostradą A2 w Konotopie.
Umowa z przedsiębiorstwem Metrostav na przebudowę trasy do parametrów drogi ekspresowej została podpisana 18 lipca 2013 roku, po odrzuceniu 11 czerwca 2013 roku przez Krajową Izbę Odwoławczą odwołania firmy Mota-Engil Central Europe S.A. Prace rozpoczęły się na jesieni 2013 roku, zaś przebudowana arteria została oddana do użytku 21 września 2015 roku.